# 1956년 일본 프로 야구 올스타전

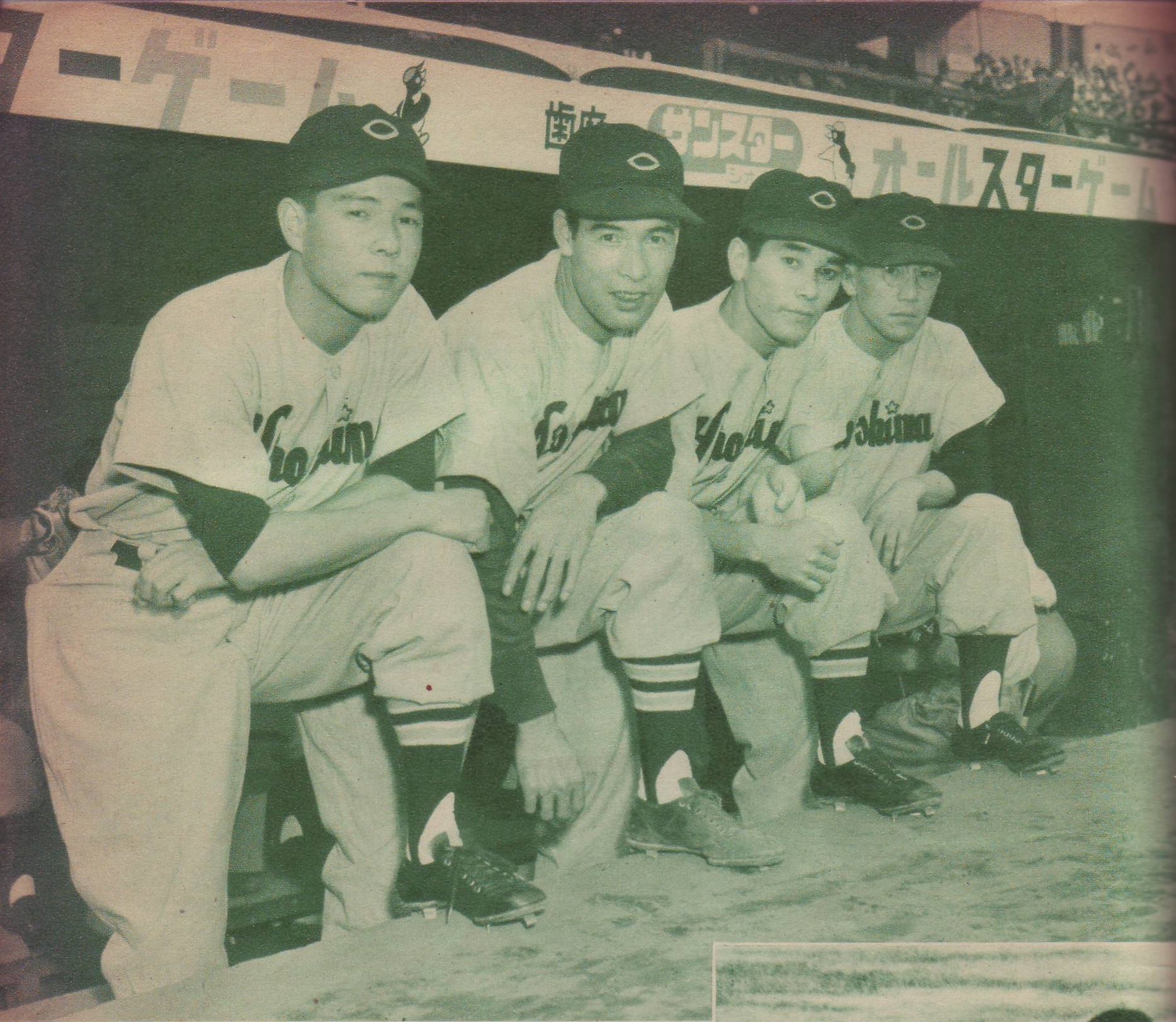
1956년 올스타전 당시 4명의 히로시마 선수들이 덕아웃에서 포즈를 취하고 있는 모습. 왼쪽부터 오타가키 요시오, 고즈루 마코토, 하세가와 료헤이, 히라야마 사토시.

1956년 일본 프로 야구 올스타전은 1956년 7월 3일과 7월 4일에 열린 일본 프로 야구의 올스타전 경기이다.

## 개요
전년도 2년 만의 일본 시리즈 정상에 오른 요미우리 자이언츠의 미즈하라 시게루 감독이 센트럴 리그 올스타팀을 이끌었고 퍼시픽 리그에서 우승한 난카이 호크스의 야마모토 가즈토 감독이 퍼시픽 리그 올스타팀을 지휘했다.
그해 요네다 데쓰야(한큐)가 올스타전에 첫 출전했는데 2차전에서는 퍼시픽 올스타팀의 선발로 등판하여 맞춰잡기 투구술로 첫 출전을 장식했다. 또한 이 해에 해체된 다카하시 유니온스에서 출전한 사사키 신야는 2경기에서 2안타를 날렸다. 그 해부터 올스타전은 야간 경기로 치르게 됐고 또한 프로 야구 출범 20주년을 기념한 ‘올드 올스타전(OB 올스타)’이 개최됐다.

## 출장 선수
| 센트럴 리그 | 센트럴 리그       | 센트럴 리그 | 센트럴 리그 |
| ----------- | ----------------- | ----------- | ----------- |
| 감독        | 미즈하라 노부시게 | 요미우리    |             |
| 코치        | 우노 미쓰오       | 고쿠테쓰    |             |
| 코치        | 후지무라 후미오   | 오사카      |             |
| 투수        | 벳쇼 다케히코     | 요미우리    | 6           |
| 투수        | 고야마 마사아키   | 오사카      | 첫 출장     |
| 투수        | 스기시타 시게루   | 주니치      | 6           |
| 투수        | 가네다 마사이치   | 고쿠테쓰    | 6           |
| 투수        | 나카야마 도시타케 | 주니치      | 첫 출장     |
| 투수        | 아키야마 노보루   | 다이요      | 첫 출장     |
| 투수        | 하세가와 료헤이   | 히로시마    | 5           |
| 투수        | 오타가키 요시오▲  | 히로시마    | 첫 출장     |
| 포수        | 후지오 시게루     | 요미우리    | 첫 출장     |
| 포수        | 가와이 야스히코   | 주니치      | 2           |
| 포수        | 도이 기요시       | 다이요      | 첫 출장     |
| 1루수       | 가와카미 데쓰하루 | 요미우리    | 6           |
| 2루수       | 이노우에 노보루   | 주니치      | 첫 출장     |
| 3루수       | 고다마 리이치     | 주니치      | 3           |
| 유격수      | 요시다 요시오     | 오사카      | 3           |
| 내야수      | 히로오카 다쓰로   | 요미우리    | 3           |
| 내야수      | 하코다 준         | 고쿠테쓰    | 첫 출장     |
| 내야수      | 와타나베 히로유키 | 오사카      | 3           |
| 외야수      | 요나미네 가나메   | 요미우리    | 5           |
| 외야수      | 아오타 노보루     | 다이요      | 5           |
| 외야수      | 다미야 겐지로     | 오사카      | 2           |
| 외야수      | 미야모토 도시오   | 요미우리    | 첫 출장     |
| 외야수      | 오쓰 아쓰시       | 오사카      | 첫 출장     |
| 외야수      | 히라야마 사토시   | 히로시마    | 첫 출장     |
| 외야수      | 우카이 가쓰미     | 고쿠테쓰    | 첫 출장     |
| 외야수      | 고즈루 마코토     | 히로시마    | 3           |

| 퍼시픽 리그 | 퍼시픽 리그       | 퍼시픽 리그 | 퍼시픽 리그 |
| ----------- | ----------------- | ----------- | ----------- |
| 감독        | 야마모토 가즈토   | 난카이      |             |
| 코치        | 미하라 오사무     | 니시테쓰    |             |
| 코치        | 벳토 가오루       | 마이니치    |             |
| 투수        | 아라마키 아쓰시   | 마이니치    | 5           |
| 투수        | 시마바라 유키오   | 니시테쓰    | 첫 출장     |
| 투수        | 가와무라 히사후미 | 니시테쓰    | 3           |
| 투수        | 가지모토 다카오   | 한큐        | 2           |
| 투수        | 요네다 데쓰야     | 한큐        | 첫 출장     |
| 투수        | 다케치 후미오     | 긴테쓰      | 2           |
| 투수        | 미우라 마사요시   | 다이에이    | 첫 출장     |
| 투수        | 이토 시로         | 다카하시    | 첫 출장     |
| 포수        | 쓰쿠다 아키타다   | 마이니치    | 첫 출장     |
| 포수        | 히비노 다케시     | 니시테쓰    | 3           |
| 포수        | 야마시타 다케시   | 한큐        | 첫 출장     |
| 1루수       | 에노모토 기하치   | 마이니치    | 2           |
| 2루수       | 오카모토 이사미   | 난카이      | 3           |
| 3루수       | 나카니시 후토시   | 니시테쓰    | 4           |
| 유격수      | 도요다 야스미쓰   | 니시테쓰    | 2           |
| 내야수      | 사사키 신야       | 다카하시    | 첫 출장     |
| 내야수      | 기즈카 주스케     | 난카이      | 6           |
| 내야수      | 모리시타 마사오   | 난카이      | 2           |
| 내야수      | 사카모토 분지로▲  | 다이에이    | 2           |
| 외야수      | 야마우치 가즈히로 | 마이니치    | 3           |
| 외야수      | 스기야마 고헤이   | 난카이      | 첫 출장     |
| 외야수      | 이이다 도쿠지     | 난카이      | 6           |
| 외야수      | 도쿠라 가쓰키     | 한큐        | 4           |
| 외야수      | 다카쿠라 데루유키 | 니시테쓰    | 첫 출장     |
| 외야수      | 부스지마 쇼이치   | 도에이      | 첫 출장     |
| 외야수      | 오사와 마사요시   | 난카이      | 첫 출장     |

- 굵은 글씨는 팬 투표로 선출된 선수, ▲는 출장 사퇴 선수 발생에 의한 보충 선수.
  - 히로오카(요미우리), 와타나베(오사카), 가와무라(니시테쓰) 등은 2경기 모두 출전 기회가 없었다.[2]

## 올스타전 경기 결과

### 1차전

#### 스코어
| 팀 | 1 | 2 | 3 | 4 | 5 | 6 | 7 | 8 | 9 | R | H  | E |
| 센트럴 | 0 | 0 | 0 | 0 | 0 | 0 | 0 | 0 | 0 | 0 | 4  | 4 |
| 퍼시픽 | 0 | 3 | 0 | 0 | 1 | 1 | 1 | 2 | X | 8 | 10 | 1 |
| 승리 투수: 시마바라 유키오(니시테쓰) 패전 투수: 벳쇼 다케히코(요미우리) 홈런: 퍼시픽 – 쓰쿠다 아키타다(마이니치·8회 2점) |   |   |   |   |   |   |   |   |   |   |    |   |

#### 출장 선수
| 센트럴 | 센트럴 | 센트럴            |
| 타순   | 수비   | 선수              |
| ------ | ------ | ----------------- |
| 1      | (좌)   | 요나미네 가나메   |
| 2      | (유)   | 요시다 요시오     |
| 3      | (우)   | 아오타 노보루     |
| 4      | (一)   | 가와카미 데쓰하루 |
| 5      | (중)   | 다미야 겐지로     |
| 6      | (三)   | 고다마 리이치     |
| 7      | (二)   | 이노우에 노보루   |
| 8      | (포)   | 후지오 시게루     |
| 9      | (투)   | 벳쇼 다케히코     |

| 퍼시픽 | 퍼시픽 | 퍼시픽            |
| 타순   | 수비   | 선수              |
| ------ | ------ | ----------------- |
| 1      | (三)   | 모리시타 마사오   |
| 2      | (一)   | 에노모토 기하치   |
| 3      | (유)   | 도요다 야스미쓰   |
| 4      | (좌)   | 야마우치 가즈히로 |
| 5      | (우)   | 스기야마 고헤이   |
| 6      | (중)   | 이이다 도쿠지     |
| 7      | (二)   | 오카모토 이사미   |
| 8      | (포)   | 쓰쿠다 아키타다   |
| 9      | (투)   | 시마바라 유키오   |

#### 수상 선수
MVP
- 모리시타 마사오(난카이)

### 2차전

#### 스코어
| 팀                                                                    | 1 | 2 | 3 | 4 | 5 | 6 | 7 | 8 | 9 | R | H | E |
| 센트럴                                                                | 0 | 0 | 0 | 0 | 1 | 0 | 0 | 0 | 1 | 2 | 8 | 1 |
| 퍼시픽                                                                | 0 | 0 | 0 | 0 | 0 | 0 | 0 | 0 | 0 | 0 | 6 | 1 |
| 승리 투수: 나카야마 도시타케(주니치) 패전 투수: 가지모토 다카오(한큐) |   |   |   |   |   |   |   |   |   |   |   |   |

#### 출장 선수
| 센트럴 | 센트럴 | 센트럴            |
| 타순   | 수비   | 선수              |
| ------ | ------ | ----------------- |
| 1      | (좌)   | 요나미네 가나메   |
| 2      | (유)   | 요시다 요시오     |
| 3      | (우)   | 미야모토 도시오   |
| 4      | (一)   | 가와카미 데쓰하루 |
| 5      | (중)   | 다미야 겐지로     |
| 6      | (三)   | 고다마 리이치     |
| 7      | (二)   | 이노우에 노보루   |
| 8      | (포)   | 가와이 야스히코   |
| 9      | (투)   | 스기시타 시게루   |

| 퍼시픽 | 퍼시픽 | 퍼시픽            |
| 타순   | 수비   | 선수              |
| ------ | ------ | ----------------- |
| 1      | (三)   | 모리시타 마사오   |
| 2      | (一)   | 에노모토 기하치   |
| 3      | (유)   | 도요다 야스미쓰   |
| 4      | (좌)   | 야마우치 가즈히로 |
| 5      | (우)   | 스기야마 고헤이   |
| 6      | (중)   | 다카쿠라 데루유키 |
| 7      | (二)   | 사사키 신야       |
| 8      | (포)   | 야마시타 다케시   |
| 9      | (투)   | 요네다 데쓰야     |

#### 수상 선수
MVP
- 요시다 요시오(오사카)

## 같이 보기
- 일본 야구 기구
- 일본 프로 야구 올스타전